# Adrian Frutiger

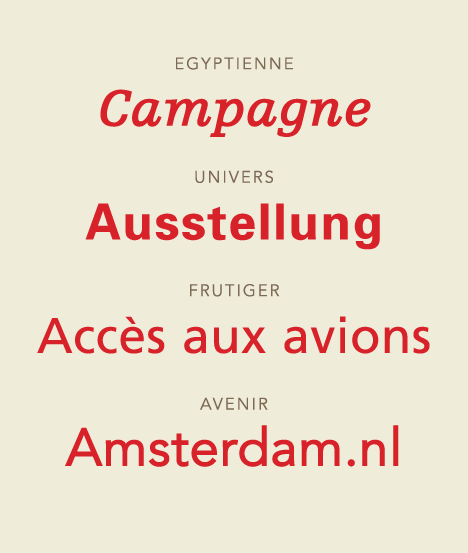
Exempel på av Frutiger skapade typsnitt.

Adrian Frutiger, född 24 maj 1928 i Unterseen i kantonen Bern, död 12 september 2015 i Bremgarten i kantonen Bern, var en schweizisk grafisk formgivare och en av de mest inflytelserika typograferna under 1900-talet. Han har bland annat skapat typsnitten Frutiger och Univers.

## Utbildning
Vid 16 års ålder gick han i lära som sättare hos tryckaren Otto Schlaeffli i Interlaken. Mellan 1944 och 1948 studerade han vid Kunstgewerbeschule i Zürich. Efter arbete som sättare hos Gebr. Fretz i Zürich återvände han till Kunstgewerbeschule mellan 1949 och 1951.